# Aérodrome de La Désirade
Pour les articles homonymes, voir DSD.
L'aérodrome de La Désirade ou de Grande-Anse (code IATA : DSD • code OACI : TFFA) est situé sur le territoire de la commune de La Désirade sur l'île éponyme dans l'archipel de la Guadeloupe.

## Description
Situé en bord de l'océan Atlantique, au lieu-dit de la Saline et les Sables, à une altitude de 3 m, il dispose d'une piste en dur de 600 m de long. Il est ouvert à la circulation aérienne restreinte de catégorie D (avions légers) principalement en provenance de l'aéroport Guadeloupe-Pôle Caraïbes de Pointe-à-Pitre à des fins touristiques.

## Accidents
Le 5 juin 2018, pour des raisons inconnues, un avion Piper PA-28 des Ailes guadeloupéennes (aéroclub basé à l'aéroport du Raizet) a atterri sur la plage avant le début de la piste. Les trois passagers ont été secourus et n'ont pas été blessés.